# توماس ألكسندر براون
توماس ألكسندر براون (بالإنجليزية: Thomas Alexander Browne)‏ (6 أغسطس 1826، لندن في المملكة المتحدة - 11 مارس 1915، ملبورن في أستراليا)؛ كاتب وروائي أسترالي.

## روابط خارجية
- توماس ألكسندر براون على موقع الموسوعة البريطانية (الإنجليزية)
- توماس ألكسندر براون على موقع إن إن دي بي (الإنجليزية)